# Caradrina turbulenta
Caradrina turbulenta là một loài bướm đêm trong họ Noctuidae.